# Сташков Микола Іванович
Микола Іванович Сташков (15 квітня 1907 — 26 січня 1943) — більшовицький діяч, один з організаторів і керівників радянського підпілля у Дніпропетровську в роки Другої світової війни. Герой Радянського Союзу (1945).

## Життєпис

Пам'ятник Сташкову М. І. (Дніпро, вул. Січеславська Набережна)

Народився 15 квітня 1907 року в селі Маринівка в родині портового вантажника. Болгарин. Коли йому виповнилось 7 років, батько був заарештований і засланий до Сибіру. Після смерті матері вирушив на схід у пошуках батька. У грудні 1917 року дістався Іркутська, де його, напівзамерзлого, підібрали червоногвардійці загону Василя Блюхера.
Учасник Громадянської війни в Росії. У складі 51-ї радянської стрілецької дивізії брав участь у боях за Каховку і штурмі Перекопу. У 1922 році направлений до Харківської школи червоних старшин, а згодом переведений до Одеської піхотної школи імені Й. Е. Якіра.
У 1926 році демобілізований, працював учнем слюсаря на луганському паровозобудівному заводі імені Жовтневої революції. Згодом переїхав до Дніпропетровська, де працював слюсарем на заводі «Спартак». З 1928 року за направленням Дніпропетровського окружкому ЛКСМУ перебуває на комсомольській роботі в Межівському районі Дніпропетровської округи. З 1930 по 1933 роки навчався в Дніпропетровському металургійному інституті. Член ВКП(б) з 25 червня 1931 року.
У 1933 році призначений на посаду заступника з комсомольської роботи начальника політвідділу Коларівської МТС Коларівського болгарського національного району Дніпропетровської області. З 1935 року — секретар парткому Дніпропетровського річкового порту.
У 1936 році мобілізований до лав РСЧА. Направлений політруком школи молодшого командного складу, а з 1939 року — комісар 14-го гірсько-стрілецького батальйону (м. Миколаївськ-на-Амурі). Того ж року демобілізований з лав РСЧА за станом здоров'я.
20 червня 1941 року разом із сім'єю прибув до Дніпропетровська, де був призначений інструктором, а згодом — завідувачем сектору відділу кадрів Дніпропетровського обкому КП(б)У. З наближенням лінії фронту до міста був призначений секретарем Дніпропетровського підпільного обкому КП(б)У. Отримав паспорт на ім'я Василя Івановича Мисова, слюсаря залізничної станції Павлоград.
У липні 1942 року за доносом провокатора був схоплений. Під час арешту чинив спротив і був поранений. Після тривалих допитів і тортур, 26 січня 1943 року був розстріляний. Похований у Дніпропетровську.

## Нагороди
Указом Президії Верховної Ради СРСР від 2 травня 1945 року «за видатні заслуги, мужність і героїзм, виявлені в боротьбі проти німецько-фашистських загарбників у період Великої Вітчизняної війни», секретареві Дніпропетровського підпільного обкому партії Сташкову Миколі Івановичу присвоєне звання Героя Радянського Союзу (посмертно).